# Bogdan Cuvaj
Bogdan Cuvaj (Zagreb, 21. listopada 1905. – Zagreb, 25. srpnja 1983.), bio je hrvatski trener, izbornik i sportski djelatnik.

## HŠK Concordia
Od svoje najranije mladosti bio je vezan uz sport, bio je inicijator i utemeljitelj brojnih klubova hazene (slične velikom rukometu) u Hrvatskoj i u Bosni i Hercegovini. Od 1926. djelovao je i kao nogometni trener mlađih naraštaja u zagrebačkoj Concordiji. Sredinom 1929. godine u Beču je uspješno apsolvirao tečaj za nogometne trenere i po povratku u Zagreb postao trenerom prve momčadi Concordije, s kojom je osvojio dva prvenstva Jugoslavije (1930. i 1931./32.).
10 je godina vodio jugoslavensku žensku hazenašku reprezentaciju u kojoj su skoro sve igračice bile igračice HŠK Concordije; kad je ta reprezentacija bila svjetskim prvakinjama na SP 1934. godine, zbog financijskih i inih razloga nije mogao biti na tom prvenstvu.
Vodio zlatnu generaciju hazenašica Concordije 1930-ih koja je igrala u sastavu Marica Cimperman, Vera i Nada Kremsir, Nada Bobinski, Zlata i Ivka Tonković, Zdenka Radović, Ema Gršetić i Melita Lovrenčić.

## HNS
Dana 13. i 14. svibnja 1939. godine, nakon izdvajanja hrvatski nogometnih klubova iz Jugoslavenskog nogometnog saveza, oformljena je Hrvatska športska sloga kao vrhovna institucija hrvatskog sporta, nakon toga 6. kolovoza 1939. godine uslijedila je Izvanredna skupština Hrvatskog športskog saveza, te je tom prigodom obnovljen samostalni Hrvatski nogometni savez. 

#### Prvi tajnik
Na toj obnoviteljskoj skupštini Bogdan Cuvaj je izabran za prvog tajnika u Savezu, a na prvoj redovnoj skupštini 14. siječnja 1940. godine za člana Upravnog odbora HNS-a, dok je na drugoj redovnoj skupštini (u Splitu), 19. siječnja 1941. godine izabran u Nadzorni odbor HNS-a. 

#### Međunarodni tajnik
Nastankom Nezavisne Države Hrvatske došlo do reorganizacije čitavog sustava, pa tako i sporta, pa i nogometa, te su na čelo Hrvatskog nogometnog saveza i njegovih podorganizacija imenovani povjerenici. Državni vođa tjelesnog odgoja i športa Miško Zebić imenovao je dr. Rudolfa Hitreca za prvog povjerenika, odnosno predsjednika Hrvatskog nogometnog saveza sa širim ovlastima, među kojima je u početku bila i uloga izbornika, a Bogdana Cuvaja međunarodnim tajnikom u HNS-u.

#### Prijem u FIFA-u
Shvaćajući najozbiljnije propise Međunarodne nogometne udruge, FIFA-e, 26. travnja 1941. godine, samo 16 dana nakon proglašenja Nezavisne Države Hrvatske, Cuvaj, kao međunarodni tajnik HNS-a, upućuje brzojav sa zamolbom za prijem Hrvatskog nogometnog saveza u svjetsku nogometnu udrugu (FIFA). Nakon nekoliko izmjena pisama na relaciji FIFA – HNS, Odbor za hitne poslove FIFA-e, u skladu s člankom 6. postojećih propisa, prihvatio je 16. srpnja 1941. zamolbu Hrvatskog nogometnog saveza i primio HNS u punopravno članstvo.

#### Izbornik
U to vrijeme, 4. srpnja, Državni vođa Miško Zebić, dekretom imenuje Cuvaja za izbornika. U dnenvnim novinama izlazi sljedeća informacija:
| „                                  | Povjerenik za šport Nezavisne Države Hrvatske, Miško ZEBIĆ, imenovao je danas (4. srpnja 1941. godine) gospodina Bogdana CUVAJA, činovnika državne štedionice, IZBORNIKOM Hrvatskog nogometnog saveza i ujedno medjunarodnim tajnikom u Hrvatskom nogometnom savezu | ” |
| — "Nova Hrvatska", 5. srpnja 1941. | |   |

Od tada Cuvaj vodi hrvatsku reprezentaciju u ukupno 13 utakmica, uz omjer od šest pobjeda, tri neodlučena ishoda i četiri poraza, te razliku zgoditaka 28:21:
| 1.  | 8. rujna 1941.      | Slovačka  | Hrvatska | 1:1 |
| 2.  | 28. rujna 1941.     | Hrvatska  | Slovačka | 5:2 |
| 3.  | 18. siječnja 1942.  | Hrvatska  | Njemačka | 0:2 |
| 4.  | 5. travnja 1942.    | Italija   | Hrvatska | 4:0 |
| 5.  | 12. travnja 1942.   | Hrvatska  | Bugarska | 6:0 |
| 6.  | 7. lipnja 1942.     | Slovačka  | Hrvatska | 1:2 |
| 7.  | 14. lipnja 1942.    | Mađarska  | Hrvatska | 1:1 |
| 8.  | 6. rujna 1942.      | Hrvatska  | Slovačka | 6:1 |
| 9.  | 11. listopada 1942. | Rumunjska | Hrvatska | 2:2 |
| 10. | 1. studenoga 1942.  | Njemačka  | Hrvatska | 5:1 |
| 11. | 4. travnja 1943.    | Švicarska | Hrvatska | 1:0 |
| 12. | 10. travnja 1943.   | Hrvatska  | Slovačka | 1:0 |
| 13. | 6. lipnja 1943.     | Slovačka  | Hrvatska | 1:3 |

## Nakon rata
Nakon Drugoga svjetskog rata Cuvaj je radio kao trener zagrebačkih klubova Tekstilca Lokomotive, Metalca i Dinama. Istodobno bio je i trener mlade jugoslavenske reprezentacije. Bio je i tehnički direktor zagrebačke Lokomotive (1963. – 1965.) i direktor zagrebačkoga Dinama (1965. – 1966.).
Od 1956. do 1962. godine djelovao je u Njemačkoj kao profesionalni trener prvih momčadi Kickersa iz Offenbacha i Eintrachta iz Frankfurta. Prvi naš nogometni trener koji je bio angažiran u inozemstvu.
Od 1971. godine bio je stalni vanjski suradnik časopisa Povijest sporta, u kojem je objavio serije napisa iz povijesti hrvatskog sporta. 

## Djela
Napisao je nekoliko stručnih knjiga:
- Nogomet (Zagreb, 1946.)
- Suvremeni nogomet (Zagreb, 1947.)
- Hazena u Bosni i Hercegovini (Sarajevo, 1977.)

## Nagrade i priznanja
- Zlatna plaketa NSJ.[3]